# جبل بحيرة بيرش
جبل بحيرة بيرش، هو جبل يقع في جبال كاتسكيل في نيويورك جنوب جبال الأنديز. تقع بلدة هيملوك في الشمال، ويقع تل هونت جنوب-جنوب غرب جبل بحيرة بيرش.

## صالة عرض

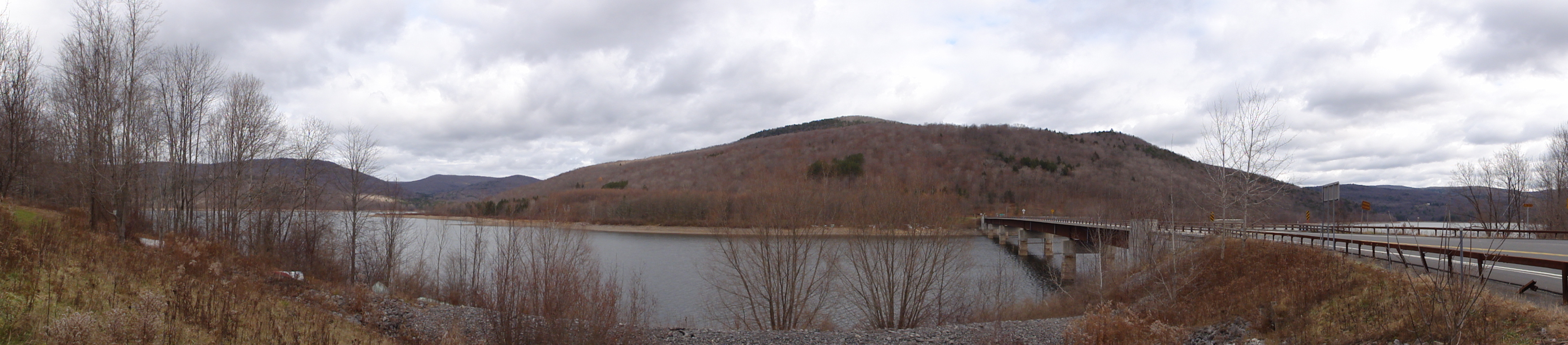
بحيرة بيرش وخزان بيباكتون